# Paget Brewster
Paget Brewster (Concord, Massachusetts, 10 de març de 1969) és una actriu estatunidenca de teatre, cinema i televisió, i cantant. És coneguda pel seu paper d'Emily Prentiss a la sèrie Criminal Minds. La seva filmografia principal inclou títols com Les aventures de Rocky i Bullwinkle (2000), The Specials (2000), Eulogy (2004), L'home de la casa  (Man of the House) (2005), Unaccompanied Minors (2006) i Batman: The Dark Knight Returns (2012). També ha treballat a les sèries de televisió Friends (1997-1998), American Dad! (2005-2011), Criminal Minds (2006-2012) i Law & Order: Special Victims Unit (2007, 2012), entre d'altres.